# Satyrium cristatum
Satyrium cristatum är en orkidéart som beskrevs av Otto Wilhelm Sonder. Satyrium cristatum ingår i släktet Satyrium och familjen orkidéer.

## Underarter
Arten delas in i följande underarter:
- S. c. cristatum
- S. c. longilabiatum